# Стояща вълна
Стоящата вълна, също известна още като стационарна вълна, е вълна, която остава в постоянно положение. Това явление може да възникне поради това, че веществената среда се движи в противоположна посока на вълната, или още може да възникне в стационарна среда като резултат на интерференция между две вълни, разпространяващи се в противоположни посоки. Математически стоящата вълна се представя с уравнението:
{\displaystyle D=D_{m}sin(kx)cos(\omega t),}
където {\displaystyle D_{m}} е амплитудата на вълната, {\displaystyle k} е вълновото число, a {\displaystyle \omega } е кръговата честота.

## Подвижна веществена среда
Като пример на първия тип, при определени метеорологични условия, стоящи вълни се образуват в атмосферата на планински райони на завет. Такива вълни често са използвани от пилотите на безмоторни самолети.
Такива вълни възникват и във флуиди, разположени в съд с крайни размери (цилиндричен или правоъгълен), в който външна сила възбужда трептене по направление на земното ускорение с точно определени честоти, зависещи от плътността на флуида, размерите и геометрията на съда. Стоящата вълна е с честота два пъти по-ниска от тази на възбуждането.

## Насрещни вълни
Като пример на втория тип се разглежда стояща вълна в електропроводна линия, която е вълна, при която разпределението на тока, напрежението или интензитета на полето се формира от суперпозицията на две вълни, разпространяващи се в противоположни посоки. Като резултат се получава последователност от възли (нулево изместване) и върхове (максимално отместване) в застопорени точки по протежение на електропроводната линия. Такава стояща вълна може да се формира, когато една вълна се разпространява от единия край на линията и се отразява от другия поради несъгласуване на импеданса, например прекъсване поради отворена верига или късо съединение.
На практика загуби в електропроводната линия и други компоненти означава, че идеално отражение и истинска стояща вълна не могат да се постигнат. Резултатът е частична стояща вълна, което е суперпозиция между стояща и пътуваща (бягаща) вълна. Степента до която вълната наподобява идеална стояща вълна или идеално бягаща вълна се представя като степен на стояща вълна.

## Физически вълни
Стоящи вълни са също наблюдавани във физически среди като струни и въздушни стълбове. Всички вълни, разпространяващи се надлъжно на средата, при достигане до края ѝ ще се отразят обратно. Този ефект се среща при музикалните инструменти. Ако въздушният стълб е отворен само в единия си край, се получават само нечетни хармоници.
В радиотехниката връзката между предавател и антена се настройва/съгласува с КСВ метър (измервател на коефициента на стояща вълна).